# Turma da Mônica Baby
Turma da Monica Baby é a versão bebê da Turma da Mônica, que foi criada por Mauricio de Sousa e surgiu no início do ano de 1990. A Turma da Mônica Baby, que também é chamada de Turminha Baby, aparece com frequência nos pacotes de fraldas descartáveis, em babadores, em brinquedos e outras coisas direcionadas para o público da primeira infância de 0 a 3 anos. Apareceram no filme Uma Aventura no Tempo da Turma da Mônica, e a Mônica Baby ficou com o elemento Terra.
Constantemente, nas historinhas da "Turma da Mônica Baby", aparecem crianças (bebês) reais que foram desenhadas pela MSP (as crianças foram sorteadas pela antiga promoção "Seu Bebê no Meu Gibi")

## Personagens
- Mônica Baby - tem as mesmas características da Mônica quando um pouco maior: é extremamente forte, briguenta e impaciente e, como a original, sempre anda com o seu brinquedo inseparável: seu coelho de pelúcia Sansão. Além de ainda usar fralda, usa macacão rosa com laço da mesma cor. É dentuça, gorda e baixinha;
- Cebolinha Baby - é inquieto como o personagem original. Cebolinha é levado e ganha coelhada da Mônica Baby. Ele usa um macacão verde;
- Cascão Baby - sempre sujo e odeia tomar banho, assim como o Cascão, além de aparecer de macacão azul;
- Magali Baby - adora comer muito, assim como a própria Magali, e usa um macacão e lacinhos amarelos;
- Mingau Baby - é a versão filhote do gatinho da Magali;
- Bidu Baby - é a versão filhote da primeira criação de Mauricio de Sousa, o Bidu;
- Anjinho Baby - assim como o personagem original, o Anjinho adora voar pelo céu e cuidar das estrelinhas. Usa um macacão roxo;
- Milena Baby - inspirada na personagem de mesmo nome, ela usa uma fralda e um laço rosa.